# Marpa

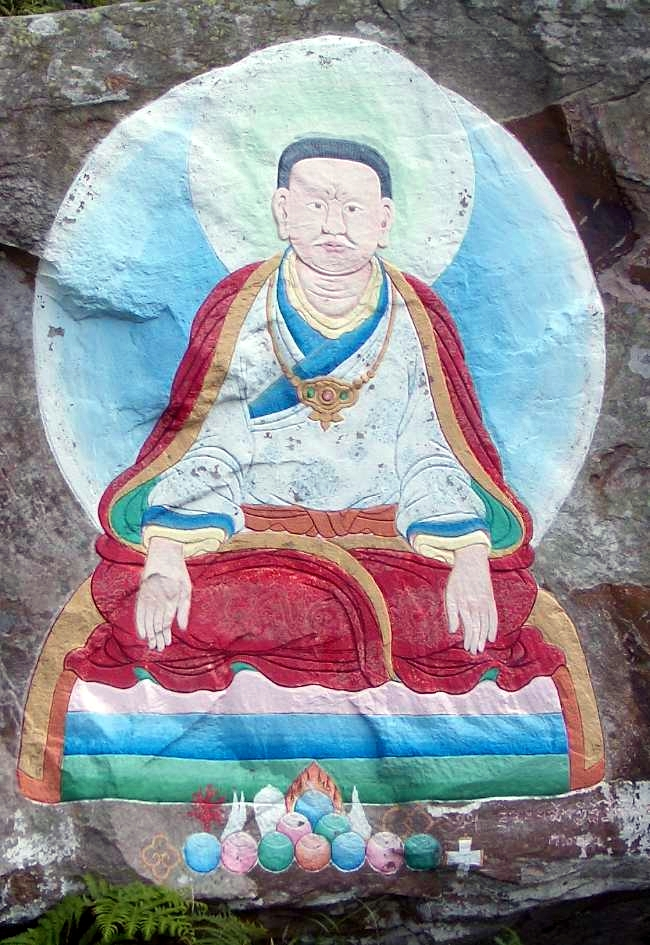
Marpa Lotsawa

Marpa Chökyi Lodrö – der Übersetzer (tib.: mar pa lo tsa ba; geb. Lhodrag 1012; gest. 1097) war ein bedeutender Lama des tibetischen Buddhismus. Er war einer der Übersetzer, die im 11. Jahrhundert die Traditionen der Neuen Übersetzungen in Tibet begründeten. Zudem war er der erste tibetische Linienhalter der Kagyü.

## Biographie
Marpa wurde in einer Bauernfamilie geboren, doch bestimmte er sich schon früh dazu, sein Leben der Übersetzung buddhistischer Texte aus dem Sanskrit zu widmen. Bei dem Übersetzer der Sakya-Schule Drogmi lernte er Sanskrit. 
Marpa traf während einer seiner Reisen nach Indien Atisha (982–1054) und studierte bei ihm die Lehren, die etwas später Grundlage der früheren Kadampa-Schule wurden. Er reiste insgesamt dreimal nach Indien, um buddhistische Lehren aus dem Sanskrit ins Tibetische zu übersetzen.
In Indien traf er schließlich in der Nähe von Nalanda seinen Meister Naropa (1016–1100), dessen Mahamudra-Übertragung Marpa verwirklichte und weiterführte. Darüber hinaus studierte Marpa bei den indischen Meistern Maitripa und Kukuripa (Jnanagarbha) und der Meisterin Niguma, die ihm die Lehren der Sechs Yogas von Naropa übertrug. Von seinen Reisen nach Indien, wo er sich insgesamt 17 Jahre aufhielt, brachte er viele buddhistische Schriften mit und übersetzte diese ins Tibetische.

## Schüler
Marpas bekanntester Schüler war der in Tibet wegen seiner entbehrungsreichen Lehrzeit und seinen spirituellen Gesängen weithin bekannte Yogi Milarepa (1042–1123). Marpa erkannte bereits bei seiner ersten Begegnung mit Milarepa, dass er die Voraussetzungen mitbrachte, um die tantrische Übertragung Marpas voll zu verwirklichen. Dennoch wurde Milarepa, aufgrund seiner früheren schwarzmagischen Aktivitäten, durch die er großes Leid verursachte, erst nach einer langen Phase äußerst harter Prüfungen durch Marpa in die tantrische Praxis eingeführt. Die Übertragungslinie von Marpa wurde durch Milarepa an Gampopa weiter übertragen. Von Gampopa aus entwickelten sich die sogenannten vier großen Kagyü-Schulen und von einem Schüler Gampopas weitere acht kleinere Kagyü-Schulen.

## Legenden
In den Schriften der Kagyü Tradition heißt es, dass, obwohl Marpa Frau und Kinder hatte, man sein Leben nicht mit dem Leben eines gewöhnlichen Haushälters oder eines gewöhnlichen samsarischen Wesens vergleichen könne. Er habe eine so hohe geistige Entwicklung gehabt, dass er von geistigen Giften unbefleckt als Haushälter leben konnte. Selbst Milarepa traute sich ein solches Leben als Haushälter nicht zu und antwortete auf den Vorschlag, doch wie sein Lehrer zu heiraten: „Marpa ist wie ein Löwe, und ich bin wie ein Fuchs. Wenn der Fuchs versucht, so hoch zu springen wie der Löwe, wird er sich nur das Genick brechen.“
Der Überlieferung nach habe Marpa alle geistigen Phänomene auf Grund seiner hohen geistigen Verwirklichung der Reinen Sicht als Buddha-Land wahrgenommen, alle fühlenden Wesen als erleuchtete Gottheiten und alle Klänge als Dharmabelehrungen.

## Referenzen und Fußnoten
1. 1 2  Die großen Kagyü-Meister: Die Schatzkammer der Goldenen Übertragungslinie, von Khenpo Konchog Gyaltsen, ISBN 3-933529-11-5, Otter Verlag, Seite 10

| Personendaten    | Personendaten                                                      |
| ---------------- | ------------------------------------------------------------------ |
| NAME             | Marpa                                                              |
| ALTERNATIVNAMEN  | Marpa der Übersetzer; Marpa Chökyi Lodrö; mar pa chos kyi blo gros |
| KURZBESCHREIBUNG | Begründer der Kagyü-Schulrichtung des tibetischen Buddhismus       |
| GEBURTSDATUM     | 1012                                                               |
| STERBEDATUM      | 1097                                                               |